# Coremacera turkestanica
Coremacera turkestanica är en tvåvingeart som först beskrevs av Elberg 1968.  Coremacera turkestanica ingår i släktet Coremacera och familjen kärrflugor.
Artens utbredningsområde är Uzbekistan. Inga underarter finns listade i Catalogue of Life.